# Ищван Чок
Ищван Чок (на унгарски: Csók István) е унгарски художник, представител на импресионизма.
Принадлежи към групата на 8-те художници от Южна Унгария, обединени от протеста срещу консервативното академично изкуство. Рисува портрети и пейзажи на езерото Балатон.